# 巨狰狞
巨狰狞是一组变形金刚系列中的虛構角色，在不同作品中出現過。

## G1動畫
在最早的G1動畫中，掠食金剛的玩具及動畫機械設計師都是日本設計師明貴美加。
巨狰狞由5名能变形成令人生畏的野兽的霸天虎猎杀者组成，同时他们也能组合他们的身体及思想成为一名巨大的机器人战士-冲云霄。

### 成員
- 利爪
作为巨狰狞的领袖，利爪可以变形成一只雄狮以及冲云霄的躯干。他鄙视一切对能量和资源的不必要的花费，同时也拥有非同寻常的耐心，利爪会一直等待着直到最佳时刻做出袭击。

- 猛虎
猛虎可以变形成一只老虎以及冲云霄的左臂，他那始终保持愤怒的心态使他成了有点过激的神经变态者，甚至其他的巨狰狞成员对其也敬而远之。所幸的是，有一种办法可以很好的控制住猛虎，他很容易被无聊的电视娱乐节目所吸引。

- 大鹏
他变形成一只鹰以及冲云霄的右臂，同时他的翅膀也是冲云霄的翅膀。大鹏是天生的不合群者，他只有在别无选择时才会和队友合体，他喜欢独自享受从空中攻击目标的那种垂直而下的快乐。

- 野牛
他变形成一只大公牛以及冲云霄的左腿。作为巨狰狞的强制者，野牛总喜欢用野兽的暴力去做事，尽管有时候并不需要那样。事实上，他有严重的暴力倾向，他喜欢摧毁一切挡在他面前的足够不幸的东西。

- 铁头
他变形成一只犀牛以及冲云霄的右腿。他令人无法想象的固执到不听从任何人的劝告，同时，铁头也是团队中最弱、最不安全的一名成员。

即使大部分成员都是笨拙的只会用蛮力解决敌人的野兽，冲云霄却完全不一样。当其他组合金刚因为无法将成员的思想协调匹配起来而出现思考障碍时，冲云霄却能完全集中注意力于猎杀上。他以与他庞大的身体完全不相乘的迅猛的速度移动，无论威胁多小，他都能及时甚至不用思考而反应过来！他几乎是凭他那压倒性的残暴的直觉行事，作为战士，冲云霄所向无敌；作为武器，他攻无不克。然而，在动画以及 Marvel漫画中，冲云霄却屡遭败绩，因为他不得不被命令去和那些巨大无比，非常强大的敌人作战。

### 劇情表現
巨狰狞第一次登场是在2005年，霸天虎和五面怪结盟后对地球以及塞博特恩的汽车人开始了袭击。罗嗦和转轮以及地球人玛丽莎在运送能够使汽车人战斗基地- 猛大帅变形并战斗的变形齿轮时被困在了一颗叫IO的木星的卫星上。通讯官录音机试图联系赛博特恩，请求支援来解决他的同伴的危机。然而讯号被五面怪截听，通过追踪，五面怪找到了变形齿轮的位置，于是他们派出巨狰狞去拦截确保变形齿轮无法到达地球。在完成了他们的第一次机器人以及野兽形态的亮相后，他们组合成了冲云霄。同时，他们也面对了巨大的汽车人对手-山猫号，并被击败。从此二者成为了一对冤家。
巨狰狞部队在DREDD星球上开始了他们2006年的第一次任务，在那里他们再次遇到了山猫号以及其他汽车人，最终他们被当地的原始怪物—混沌怪制造的山崩而掩埋。随后，他们又入侵了Paradron星球，大鹏追捕逃亡的沙暴，而利爪则击落了汽车人的增援飞船。
之后，巨狰狞部队为执行任务突破了赛博特恩的防线，他们袭击了补天士、通天晓和弹簧，但是同时，五面怪通过丹尼尔。维特维基的噩梦利用他的潜意识制造了许多怪物去袭击变形金刚。利爪和弹簧也被一条巨龙抓走，他们被迫合作去对抗这个生物，而剩下的巨狰狞和汽车人也遇到了一个巨大的惊破天的威胁，铁头被他打伤，此时丹尼尔拯救了他们。而因为铁头的伤势，巨狰狞无法组合成冲云霄，最后他们也终于被迫撤退。
在Chaar星系的一次巡逻中，冲云霄截获了五面怪的一个信号，他跟踪信号来到了一个充满丛林的星球上，在那里发现了记载有关五面怪军火交易的电子日志，同时他也遇到了同样追随信号而来的汽车人。冲云霄为了报一箭之仇立刻向山猫号发起了进攻，为了保护汽车人同伴的安全，山猫号并没有在与冲云霄的战斗中使出全力，他凭着出色的机动性躲过了冲云霄的进攻。随后，当霸天虎得到了日志后，冲云霄面对惊破天的狂怒，极不情愿的在摧毁山猫号之前选择了撤退。
远古的智者至尊太君在宇宙中释放了他能吸收能量的创造物—蝎子精。为了阻挠至尊太君的阴谋，他的助手召集了所有能变形成动物的变形金刚，并组成了一支名为“原始生物”的部队。巨狰狞也在其中，当时他们正在月球上与其他原始生物作战，随后被召唤到了宇宙中心的一颗荒凉的星球上。在那里，他们遇到了蝎子精，巨狰狞拒绝逃跑，他们组合成了冲云霄与蝎子精作战，而蝎子精也变成了巨大的武士，吸干了冲云霄的能量。所有的原始生物都牺牲了，只有钢锁幸免于难，随后他阻止了蝎子精和至尊太君，并复活了巨狰狞和其他生物。
巨狰狞在进攻日本的时候感染上了当时在宇宙大流行的疯狂病，病毒播散的仇恨没有阻止巨狰狞联合成冲云霄，他们追杀着没有被感染的惊破天直到遇上了擎天柱领导的没有被感染的汽车人时，他们才被迫撤退。最后，擎天柱释放了领导模块里的能量，治愈了疯狂病。

## 百變金剛(Transformers: Beast Wars)
在1996年的百變金剛系列，掠食金剛的定位和設定與G1動畫中有著巨大的差異。
在此作中，掠食金剛(Predacons)並非是狂派中的一支隊伍，而是在三敗案年後、在賽博坦上的狂派後裔派系，也該作品中擔任主要反派角色。